# 昆山路 (上海)
昆山路是中國上海市虹口区南部的一条东西向马路，起自吴淞路，西至四川北路。该路由上海公共租界工部局辟筑于1882年，以江苏省昆山县的名字命名，马路总长400米，宽度为8.8米，道路用沥青浇灌。该条马路是虹口区最早辟筑的几条马路之一。沿街有景灵堂等上海市优秀历史建筑。

## 历史
昆山路在辟筑道路以前，曾为吴淞江北的荒地。1882年，到上海22年的美国基督教监理会传教士林乐知将此处荒地圈为教会产业。而在位于今昆山路的吴淞路口处，则为时任官督商办轮船招商局会办的徐润所有。当年10月，和记洋行致信工部局董事会，希望由工部局接办自吴淞路的徐润的新产业与美以美会教产之间的道路。10月30日，工部局董事会例会同意了和记洋行的要求，同时要求徐润让出相应的土地，以便工部局修筑与乍浦路同样宽度的新马路。同时将乍浦路延伸到新筑道路。11月20日，工部局董事会收到和记洋行的回信，信中表示徐润已经同意无偿提供筑路所需的地皮。昆山路因此得以辟筑。
1884年，监理会在马路的东侧兴建了名为中西书院的教会学校，同时还有校内礼拜堂、附属小学和印刷厂。1905年，中西书院更名为东吴大学堂。1915年，昆山路东北部的中西书院改为东吴大学法科。1945年以后曾一度为联合国善后救济总署租用。后归还东吴大学。1952年，大学院系调整，东吴大学法学院撤销，法律系并入华东法学院。而昆山路的校址一度用做华东师范大学第一附属中学的教职工宿舍。现为上海财经大学继续教育学院。而路南的校内礼拜堂于1923年改建为正式教堂，并为了纪念牧师林乐知，而取名景林堂，1981年改为今名。

## 沿街建筑
昆山路沿街原多为旧式里弄和一些公共建筑等。该路128号，曾为上海日本居留民团所在地，1945年后为中国国民党中央宣传部亚东问题研究会会址。135号为景灵堂及附属建筑。该路224号曾为创立于1893年的善道女子中小学校暨幼稚园，现为上海市虹口区西街幼儿园。该路与百官街的路口东南角为昆山公园。

## 交汇道路
- 吴淞路
- 乍浦路
- 百官街
- 西街
- 四川北路